# Фьой (езеро)
Езеро Фьой (на английски: Leaf Lake; на френски: Lac aux Feuilles), или Лийф, е 15-о по големина езеро в провинция Квебек. Площта му, заедно с островите в него е 452 км2, която му отрежда 108-о място сред езерата на Канада. Площта само на водното огледало без островите е 443 км2. Надморската височина на водата е 0 м.
Езерото се намира в северната част на провинцията, в югоизточната част на полуостров Унгава (северната част на полуостров Лабрадор), на югозападното крайбрежие на залива Унгава. Езерото Фьой се простира от югозапад на североизток на 68 км, със силно разчленена брегова линия с множество ръкави, заливи и острови (площ 9 км2). Със залива Унгава езерото се свързва чрез протоците Фьой и Смоки и на някои карти е показано като залив Фьой (Лийф) в югозападната част на залива Унгава.
В югозападния ъгъл на езерото се влива река Фьой (Лийф), изтичаща от езерото Минто, далеч на югозапад.
Бреговете на езерото и островите в него за първи път са детайлно заснети, проучени и картографирани през 1898 г. от канадския топограф Албърт Питър Лоу.